# Claire Denis
Claire Denis (født 21. april 1948) er en fransk filminstruktør.
Denis blev født i Paris, men voksede op i flere franske kolonier i Afrika, hvor hendes far var embedsmand. Filmen Chocolat er en halvbiografisk handling derom.

## Udvalgte film
- Chocolat (1988)
- Beau travail (1999)
- Vendredi soir (2003)